# Calyptella
Calyptella es un género de hongos cifeloide en la familia Marasmiaceae. El género posee una distribución amplia y contiene 20 especies.
Estos hongos crecen sobre la corteza de los árboles o en los tallos de plantas herbáceas (generalmente cuando están muertas). Los cuerpos fructíferos poseen forma de campana que cuelgan desde un punto de fijación, a veces con estipes cortos. La superficie fértil suave se encuentra en el interior de la campana.

## Especies
- Calyptella australis
- Calyptella bakeriana
- Calyptella bonairensis
- Calyptella campanula
- Calyptella capula
- Calyptella crateriformis
- Calyptella cystidiosa
- Calyptella epibrya
- Calyptella flava
- Calyptella hebes
- Calyptella longipes
- Calyptella musae
- Calyptella nabambissoënsis
- Calyptella pteridophytorum
- Calyptella puiggarii
- Calyptella totara
- Calyptella urbanii